# 링컨 대성당

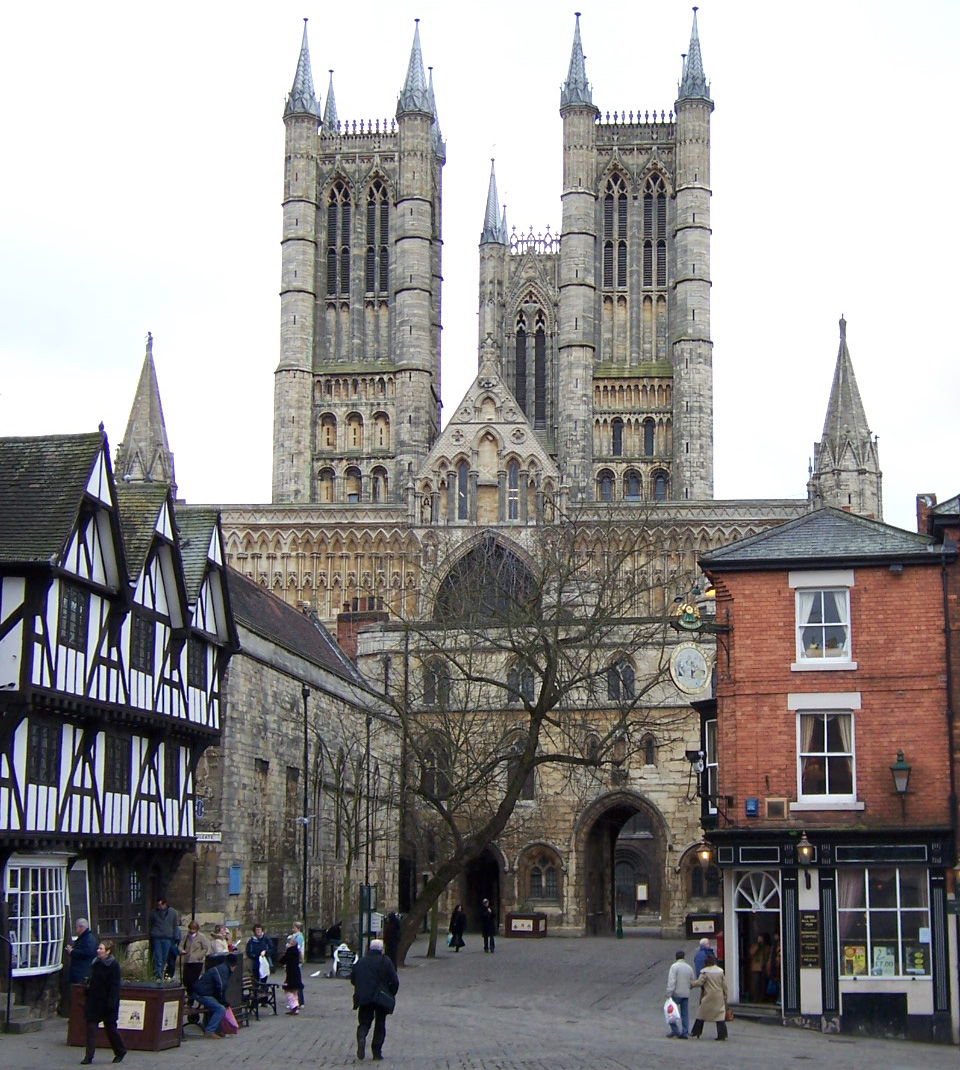
링컨 대성당

링컨 대성당(Lincoln Cathedral)은 잉글랜드 링컨셔주 링컨에 있는 성당이다. 1072년에 처음 건축을 시작하여 중세 전반에 걸쳐 완공과 증축을 반복하였다. 영국의 많은 중세 성당과 같이 고딕 양식으로 지어졌다. 1311년부터 1548년까지 238년 동안 세계에서 가장 높은 건물이었다. 1548년에 중앙 첨탑이 무너진 후 재건하지 않았는데, 만약 이 중앙 첨탑이 그대로 남아 있었다면 1889년 에펠탑이 완공될 때까지 세계에서 가장 높은 건축물로 남아 있었을 것이다. 

## 같이 보기
- 고딕 건축
- 교회 건축물 목록
- 로마네스크 건축